# Dasythemis
Dasythemis ist eine aus vier Arten bestehende Libellengattung. Die Gattung gehört zur Unterfamilie Sympetrinae und wurde 1889 durch Ferdinand Karsch beschrieben. Als Generotyp diente ein Tier der bis dahin unbekannten Art Dasythemis liriopa, die heute als Dasythemis venosa bekannt ist. Das Verbreitungsgebiet erstreckt sich von Guayana bis nach Argentinien.

## Merkmale
Dasythemis-Arten sind mittelgroße Libellen und erreichen Längen zwischen 31 und 39 Millimetern. Der Hinterleib (Abdomen) ist braun bis schwarz mit gelblichen Streifen. Im Alter legt sich bei den Männchen eine staubartige Schicht über das Abdomen. Eine Abgrenzung der Gattung gegenüber anderen Gattungen kann anhand der Form der Hinterleibsanhänge erfolgen. Die Flügel sind durchsichtig. Dabei ist die letzte Antenodalader im Vorderflügel vollständig, reicht also von der Costalader bis zur Radiusader.

## Habitat
Die Imagines der Gattung Dasythemis leben an Tümpeln und in Sümpfen, wo sie auf Zweigen sitzend auf Beute warten.

## Systematik
Folgende Arten werden zur Gattung Dasythemis gezählt:
- Dasythemis esmeralda
- Dasythemis essequiba
- Dasythemis mincki
- Dasythemis venosa